# Rhea (satelit)
Rhea (/'re.a/) este al doilea cel mai mare satelit al lui Saturn și al nouălea cel mai mare satelit din Sistemul Solar. Este cel mai mic corp din Sistemul Solar pentru care măsurători precise au confirmat o formă compatibilă cu echilibrul hidrostatic. A fost descoperit în 1672 de Giovanni Domenico Cassini.

## Descoperire

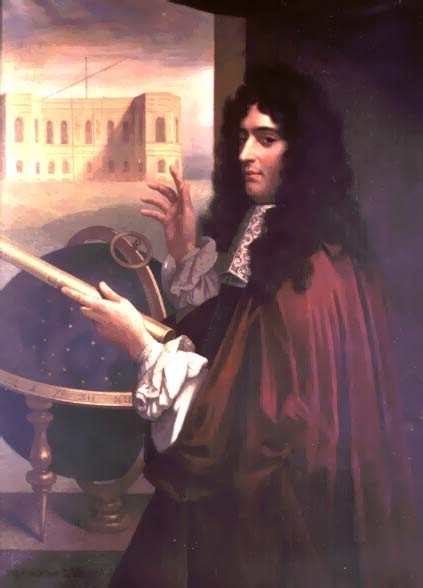
Giovanni Domenico Cassini, descoperitorul Rhea în 1672

Rhea a fost descoperită de Giovanni Domenico Cassini pe 23 decembrie 1672.  A fost al doilea satelit al lui Saturn pe care Cassini l-a descoperi și a-l treilea satelit descoperit în jurul lui Saturn în general. 

## Nume
Rhea este numit după Titanul Rhea din mitologia greacă, „mama zeilor” și soția lui Cronos, omologul grec al zeului Saturn. Este denumit și Saturn V (fiind al cincilea satelit major de la planetă, după Mimas, Enceladus, Tethys și Dione).  
Cassini a numit cei patru sateliți pe care i-a descoperit (Tethys, Dione, Rhea și Iapetus) Sidera Lodoicea (stelele lui Ludovic) pentru a-l onora pe regele Ludovic al XIV-lea.  Astronomii au căzut în obiceiul de a se referi la ei și la Titan ca Saturn I până la Saturn V.  Odată ce Mimas și Enceladus au fost descoperiți, în 1789, schema de numerotare a fost extinsă până la Saturn VII și apoi la Saturn VIII odată cu descoperirea lui Hyperion în 1848. 
Rhea nu a fost numită decât în 1847, când John Herschel (fiul lui William Herschel, descoperitorul planetei Uranus și alți doi sateliți ai lui Saturn, Mimas și Enceladus) a sugerat în Results of Astronomical Observations made at the Cape of Good Hope ca numele Titanilor să fie folosiți, surorile și frații lui Cronos (Saturn, în mitologia romană). 

## Caracteristici fizice

### Mărimea, masa și structura internă

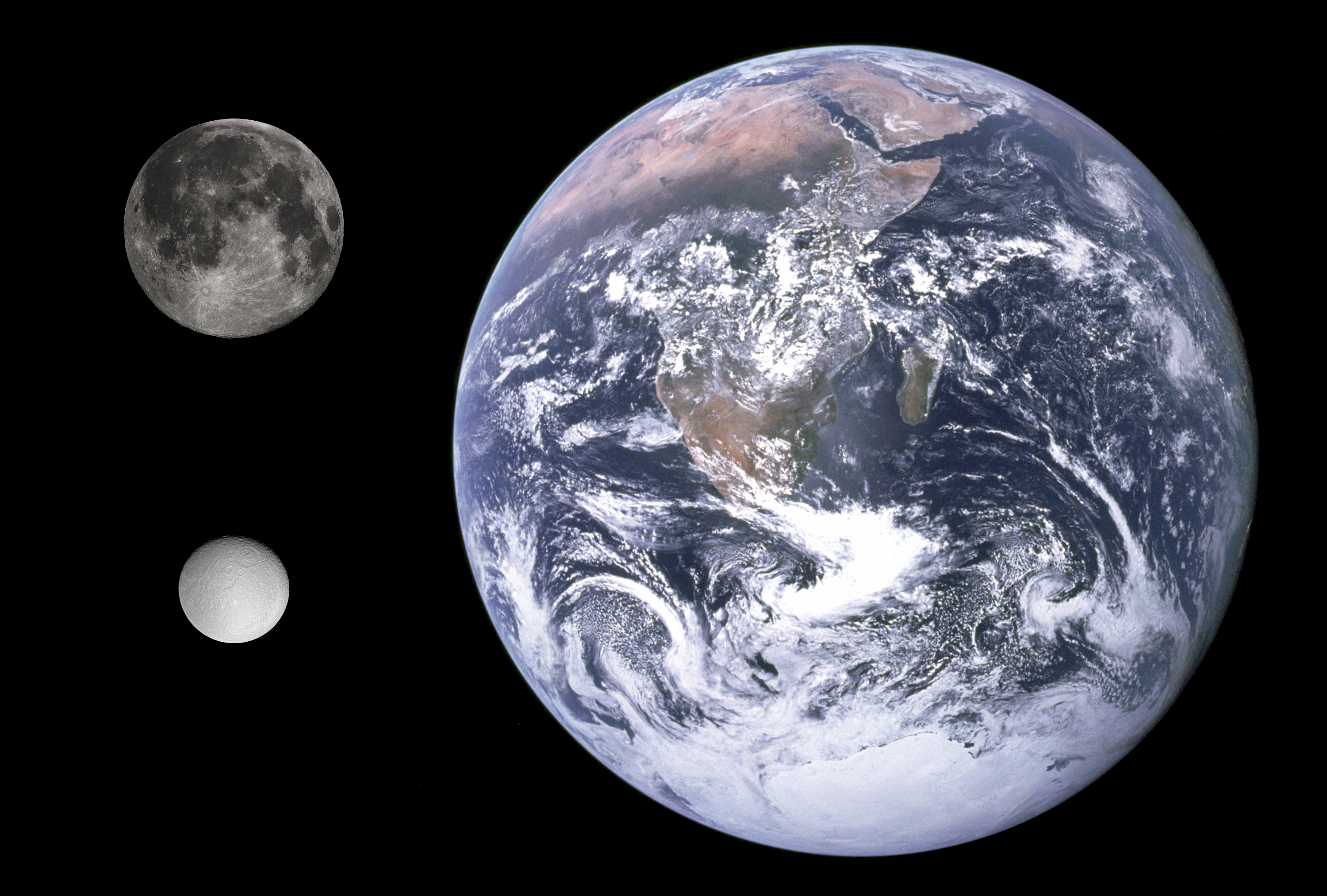
Comparația mărimilor Pământului (dreapta), Lunii (stânga sus) și a lui Rhea (stânga în jos)

Rhea este un corp de gheață cu o densitate de aproximativ 1,236 g/cm 3. Această densitate scăzută indică faptul că este format din ~25% rocă (densitate ~3,25 g/cm3) și ~75% gheață (densitate ~0,93 g/cm3). Deși Rhea este al doilea satelit ca mărime, este doar al zecelea cel mai masiv satelit. Într-adevăr, Oberon, al doilea cel mai mare satelit al lui Uranus, are aproape aceeași dimensiune, dar este semnificativ mai dens decât Rhea (1,63 vs 1,24) și, prin urmare, mai masiv, deși Rhea este puțin mai mare ca volum.
Înainte de misiunea Cassini-Huygens, se presupunea că Rhea avea un nucleu de rocă. Cu toate acestea, măsurătorile efectuate în timpul unui zbor apropiat făcut de orbiterul Cassini în 2005 au pus acest lucru la îndoială. Într-o lucrare publicată în 2007 s-a susținut că momentul de inerție axial adimensional al coeficientului a fost de 0,4. O astfel de valoare a indicat că Rhea avea un interior aproape omogen (cu o oarecare compresie a gheții în centru), în timp ce existența unui nucleu de rocă ar implica un moment de inerție de aproximativ 0,34. În același an, o altă lucrare a susținut că momentul de inerție a fost de aproximativ 0,37. Rhea fiind fie parțial, fie complet diferențiat ar fi în concordanță cu observațiile sondei Cassinin. Un an mai târziu, încă o altă lucrare a susținut că satelitul poate să nu fie în echilibru hidrostatic, ceea ce înseamnă că momentul de inerție nu poate fi determinat doar din datele gravitaționale. În 2008, un autor al primei lucrări a încercat să împace aceste trei rezultate disparate. El a concluzionat că există o eroare sistematică în datele Cassini radio Doppler utilizate în analiză, dar după ce a restrâns analiza la un subset de date obținute cel mai aproape de satelit, a ajuns la vechiul său rezultat că Rhea era în echilibru hidrostatic și avea un moment de inerție de aproximativ 0,4, implicând din nou un interior omogen.
Forma triaxială a lui Rhea este în concordanță cu un corp omogen în echilibru hidrostatic care se rotește la viteza unghiulară a lui Rhea. Modelarea din 2006 a sugerat că Rhea ar putea fi cu greu capabil să susțină un ocean intern cu apă lichidă prin încălzire prin descompunerea radioactivă; un astfel de ocean ar trebui să fie la aproximativ 176 K, temperatura eutectică pentru sistemul apă-amoniac.  Indicii mai recente sunt că Rhea are un interior omogen și, prin urmare, că acest ocean nu există. 

Hartă în coloare îmbunătățită (28 MB), emisfera anterioară în dreapta.

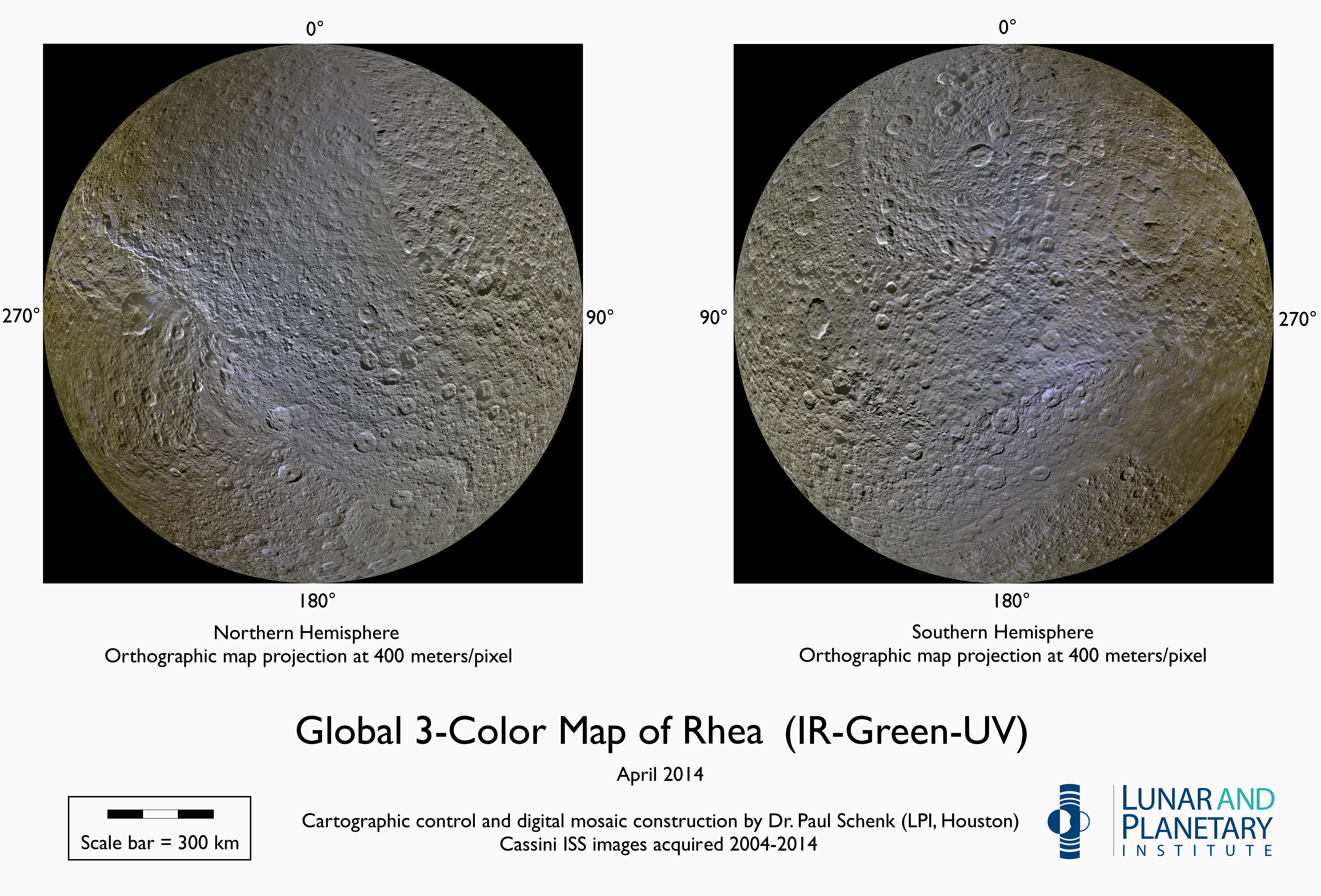
Hărți în coloare îmbunătățită cu emisferele nordice și sudice

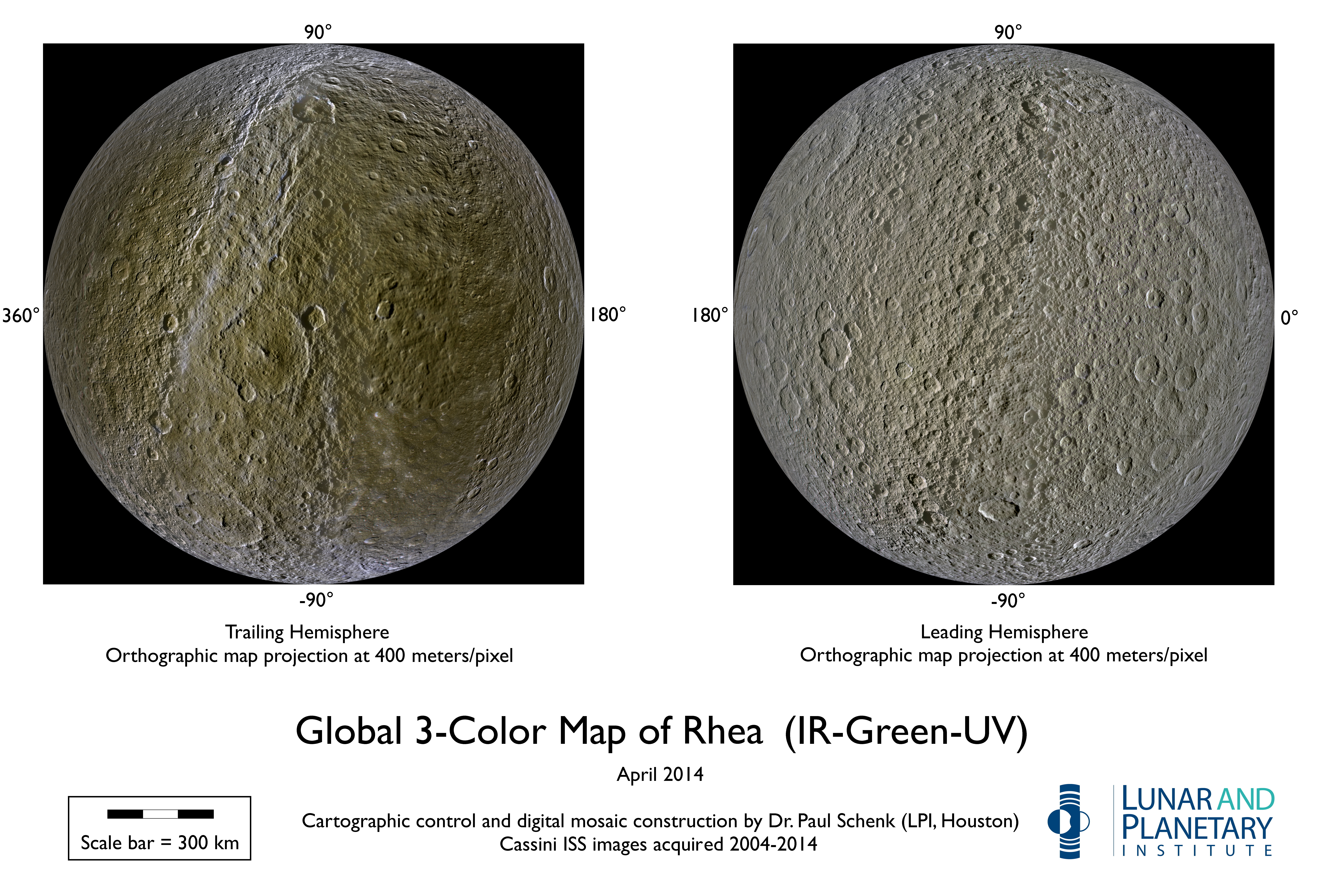
Hărți în coloare îmbunătățită cu emisfera posterioară și emisfera anterioară

### Forme de relief
Formele de relief ale lui Rhea seamănă cu cele ale lui Dione, cu emisfere anteriore și posterioare diferite, sugerând o compoziție și istorii similare. Temperatura pe Rhea este de 99 K (−174 °C) în lumina directă a soarelui și între 73 K (−200 °C) și 53 K (−220 °C) la umbră.

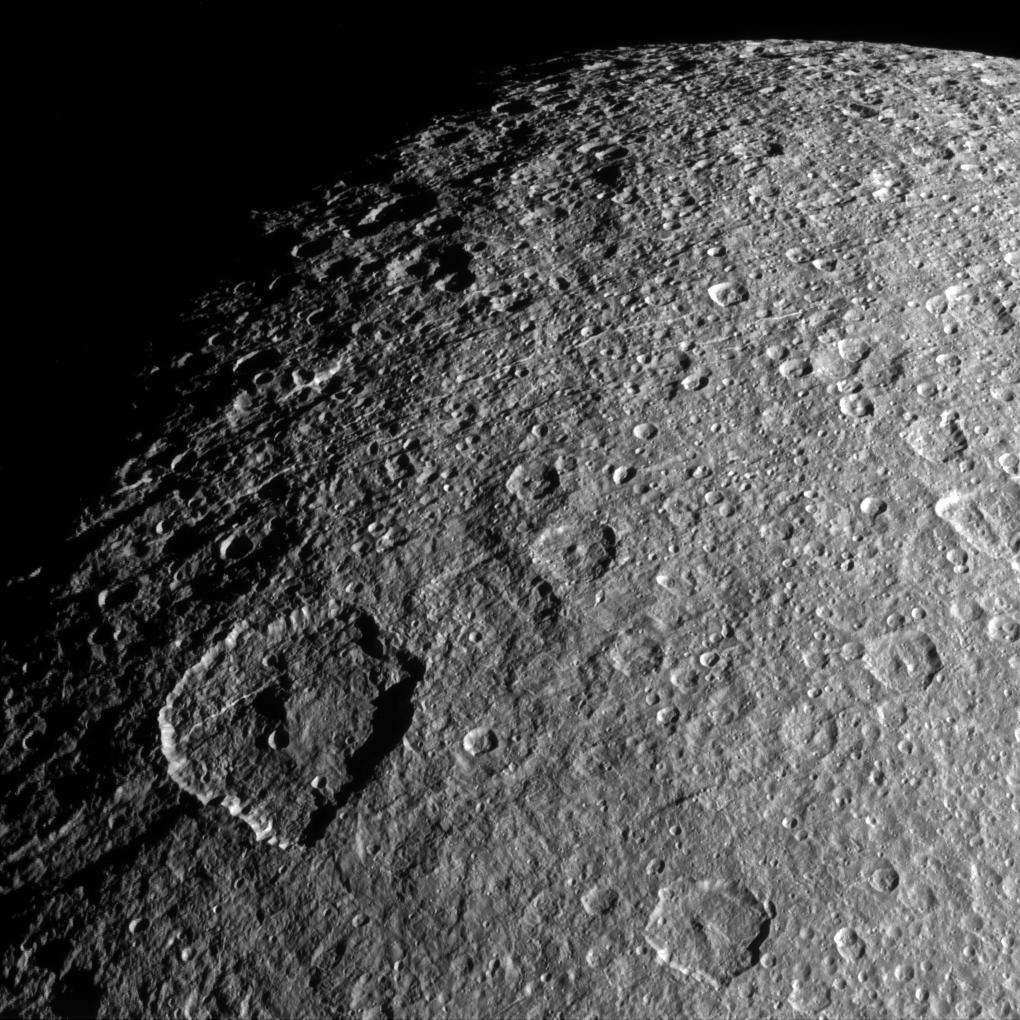
Forme de relief pe Rhea bine definite datorită luminii.

Rhea are o suprafață destul de tipică, cu o craterizare puternică, cu excepția câtorva chasmate mari sau fracturi de tip Dione (teren șerpuit) pe emisfera posterioără (partea îndreptată opus direcției de mișcare de-a lungul orbitei lui Rhea) și o „linie” foarte slabă de material la ecuatorul lui Rhea care ar fi putut fi depusă de materialul care deorbitează din inelele sale. Rhea are două bazine de impact foarte mari pe emisfera sa anti-croniană (îndreptată opus față de Saturn), care au aproximativ 400 și 500 km în diametru. Cel mai nordic și mai puțin degradat dintre cele două, numit Tirawa, este aproximativ comparabil cu bazinul Odysseus de pe Tethys. Există un crater cu diametrul de 48 km la 112°V, care este proeminent datorită unui sistem extins de raze strălucitoare. Acest crater, numit Inktomi, este supranumit „Pata” și poate fi unul dintre cele mai tinere cratere de pe sateliții interiori ai lui Saturn. Nu a fost descoperită nicio dovadă a vreunei activități endogene. 

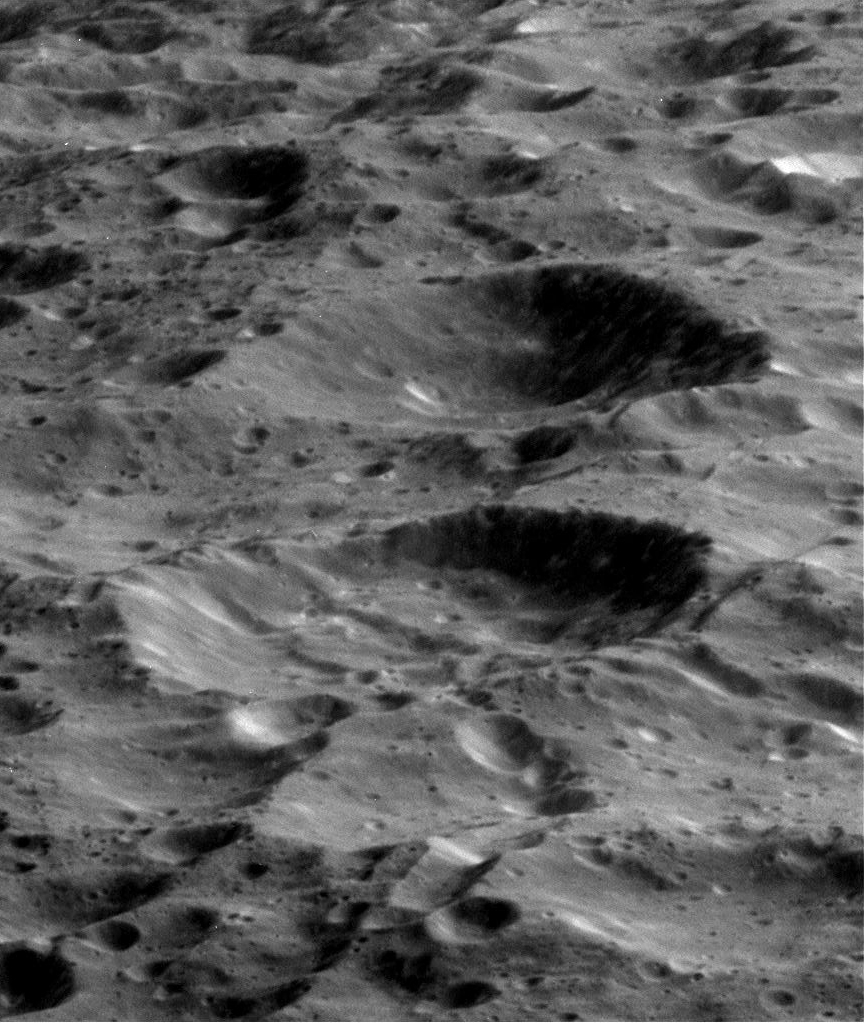
Prim-plan care arată două cratere de pe suprafața lui Rhea, făcut în 2013 de sonda Cassini.

Suprafața sa poate fi împărțită în două zone geologic diferite în funcție de densitatea craterelor; prima zonă conține cratere care au mai mault de 40 km în diametru, în timp ce a doua zonă, în părți din regiunile polare și ecuatoriale, are doar cratere sub această dimensiune. Acest lucru sugerează că un eveniment major de refacere a avut loc în timpul formării sale. Emisfera anterioară este puternic craterizată și uniform strălucitoare. Ca și pe Callisto, craterelor le lipsesc caracteristicile de relief înalt văzute pe Lună și pe Mercur. S-a teoretizat că aceste câmpii craterizate au în medie până la patru miliarde de ani.  Pe emisfera posterioară există o rețea de zone strălucitoare pe un fundal întunecat și puține cratere vizibile. S-a crezut că aceste zone luminoase ar putea fi material aruncat din vulcanii de gheață la începutul istoriei Rhea, când interiorul său era încă lichid. Cu toate acestea, observațiile lui Dione, care are o emisferă și mai întunecată și dungi luminoase similare, dar mai proeminente, arată că dungile sunt de fapt stânci de gheață rezultate din fracturarea extinsă a suprafeței satelitului. Se crede că zonele întunecate extinse sunt toline depuse, care sunt un amestec de compuși organici complecși generați pe gheață prin piroliza și radioliza de compuși simpli care conțin carbon, azot și hidrogen. 
Zborul îndepărtat din 17 ianuarie 2006 al sondei spațiale Cassini a dat imagini ale emisferei cu linii șerpuitoare la o rezoluție mai bună și un unghi solar mai mic decât observațiile anterioare. Imaginile de la acest zbor și cele ulterioare au arătat că dungile lui Rhea sunt de fapt stânci de gheață formate tectonic (chasmata) similare cu cele ale lui Dione.

## Formare
Se crede că sateliții lui Saturn s-au format prin co-acreție, un proces similar cu cel despre care se crede că a format planetele din Sistemul Solar. Pe măsură ce tinerele planete gigantice s-au format, ele au fost înconjurate de discuri de material care s-au unit treptat în sateliți. Cu toate acestea, un model propus pentru formarea lui Titanu poate, de asemenea, să arunce o lumină nouă asupra originii lui Rhea și Iapetus. În acest model, Titan s-a format într-o serie de impacturi gigantice între sateliții preexistenți, iar despre Rhea și Iapetus se crede că s-au format dintr-o parte din resturile acestor ciocniri.

## Atmosferă
Pe 27 noiembrie 2010, NASA a anunțat descoperirea unei atmosfere slabe - o exosferă. Este formată din oxigen și dioxid de carbon în proporție de aproximativ 5 la 2. Densitatea la suprafață a exosferei este de la 105 până la 106 molecule într-un centimetru cub în funcție de temperatura locală. Principala sursă de oxigen este radioliza gheții la suprafață de către ionii furnizați de magnetosfera lui Saturn. Sursa de dioxid de carbon este mai puțin clară, dar poate fi legată de oxidarea substanțelor organice prezente în gheață sau de degazarea interiorului satelitului.

## Posibil sistem de inele
Pe 6 martie 2008, NASA a anunțat că Rhea ar putea avea un sistem de inele slab. Aceasta ar marca prima descoperire a inelelor în jurul unui satelit. Existența inelelor a fost dedusă din modificările observate în fluxul de electroni prinși de câmpul magnetic al lui Saturn, când Cassini a trecut pe lângă Rhea. Praful și resturile s-ar putea extinde până la sfera lui Hill a lui Rhea, dar se credea că sunt mai dense mai aproape de satelit, cu trei inele înguste de densitate mai mare. Argumentul pentru un inel a fost întărit de constatarea ulterioară a prezenței unui set de mici puncte luminoase în ultraviolet distribuite de-a lungul ecuatorului lui Rhea (interpretate ca punctele de impact ale materialului inelului care a deorbitat). Cu toate acestea, când Cassini a făcut observații direcționate ale planului inelului presupus din mai multe unghiuri, nu a fost găsită nicio dovadă a materialului inelului, ceea ce sugerează că este necesară o altă explicație pentru observațiile anterioare. 

## Explorare
Primele imagini cu Rhea au fost obținute de navele spațiale Voyager 1 și 2 în 1980–1981.
Au fost cinci zboruri țintite apropiate făcute de sonda Cassini: la o distanță de 500 km pe 26 noiembrie 2005, la o distanta de 5.750 km pe 30 august 2007, la o distanta de 100 km pe 2 martie 2010 și un zbor la 69km pe 11 ianuarie 2011 și un ultim zbor la 992 km pe 9 martie 2013. Rhea a fost, de asemenea, fotografiat de multe ori de la distanțe mari până la moderate de către sondă.

## Galerie

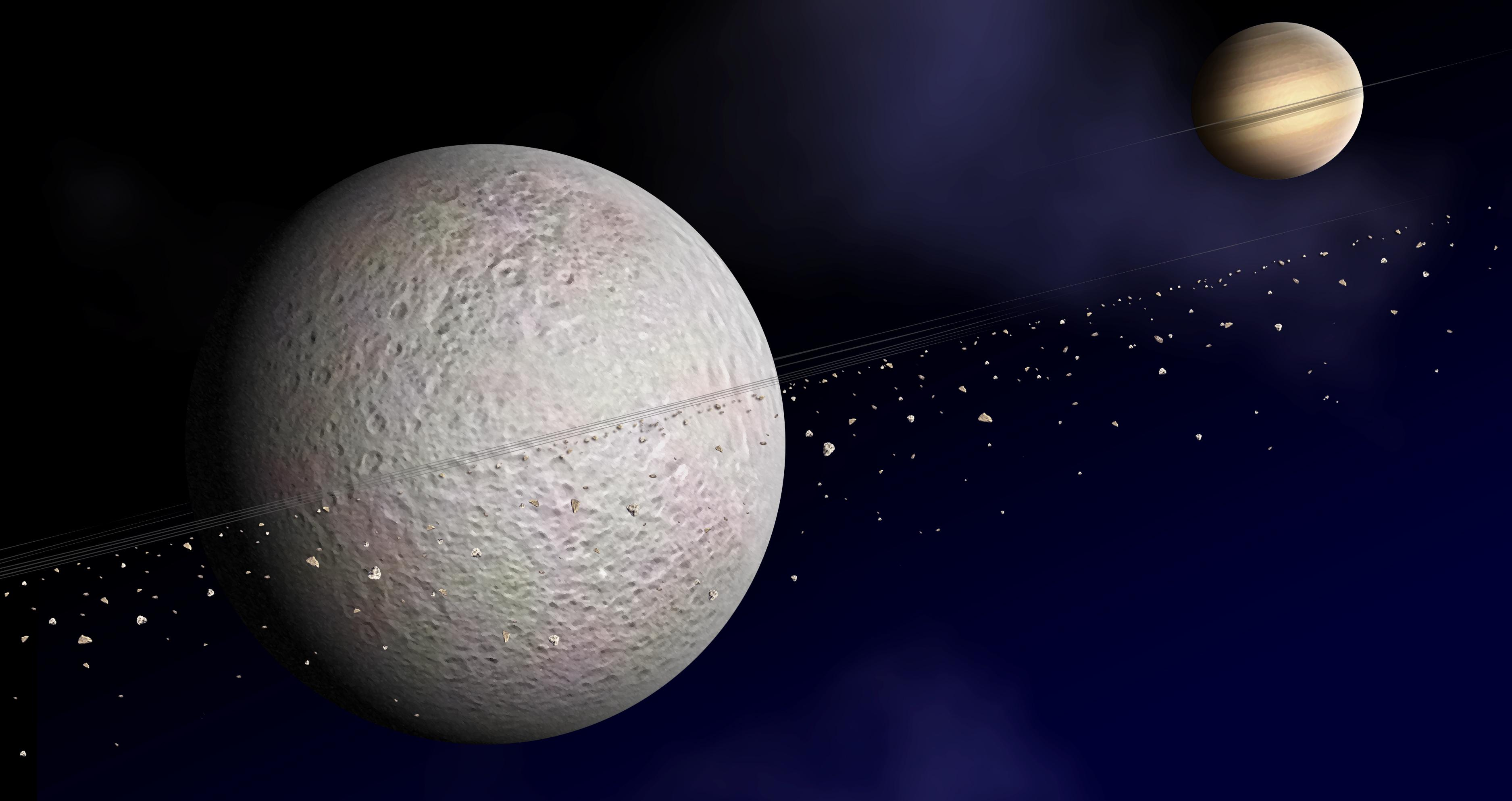
O impresie artistică a inelelor lui Rhea
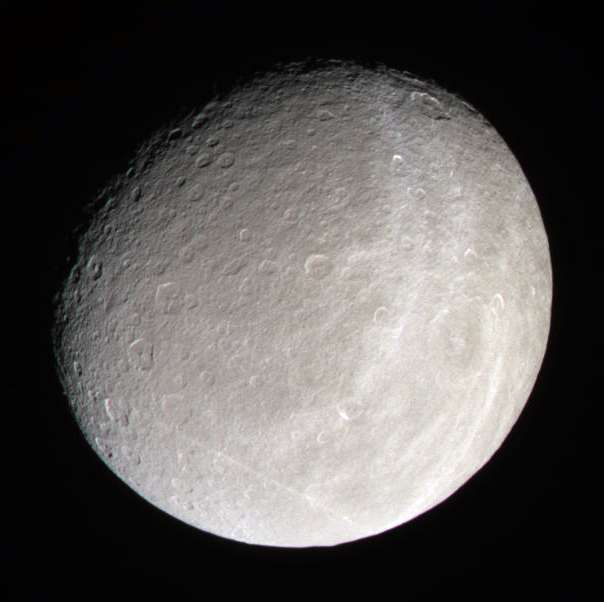
Imagine color Cassini a lui Rhea - craterul mare Powehiwehi (centru dreapta) - chasmate se întinde vertical deasupra (după craterul Wakonda, lângă terminator) - Onokoro Catenae (stânga jos).
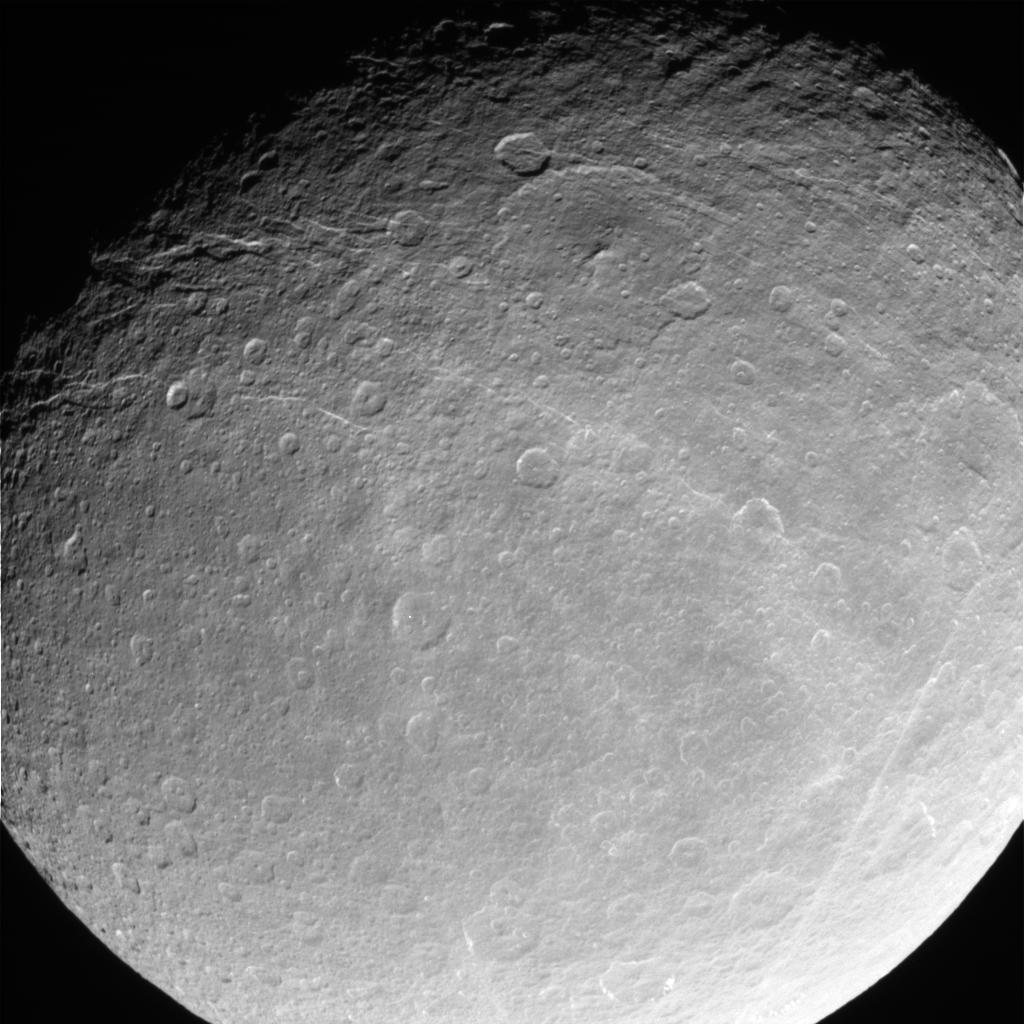
Imagine a emisferei cu linii șerpuioare, care arată stânci de gheață - Powehiwehi (centru sus); Chasmate se întinde de la stânga sus la dreapta centru - Onokoro Catenae (dreapta jos).
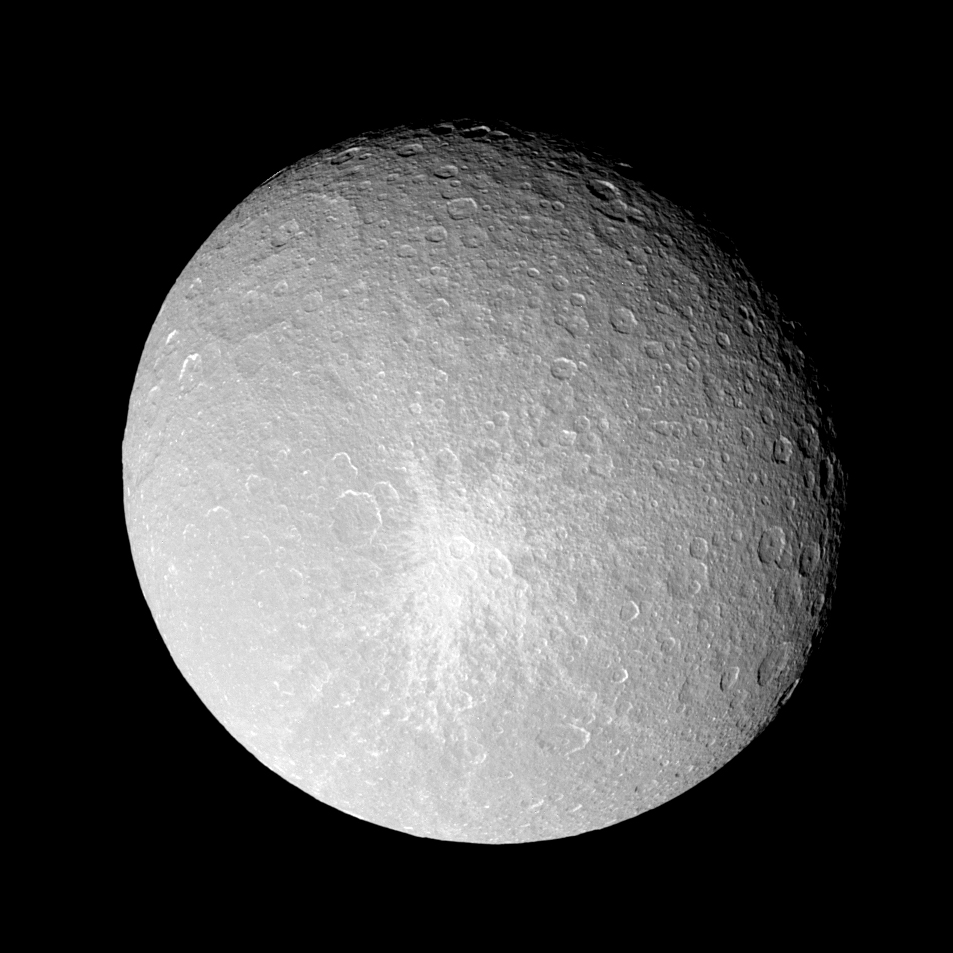
Vedere a emisferei anterioare a lui Rhea cu craterul Inktomi și sistemul său proeminent de raze chiar sub centru; Bazinul de impact Tirawa este în stânga sus
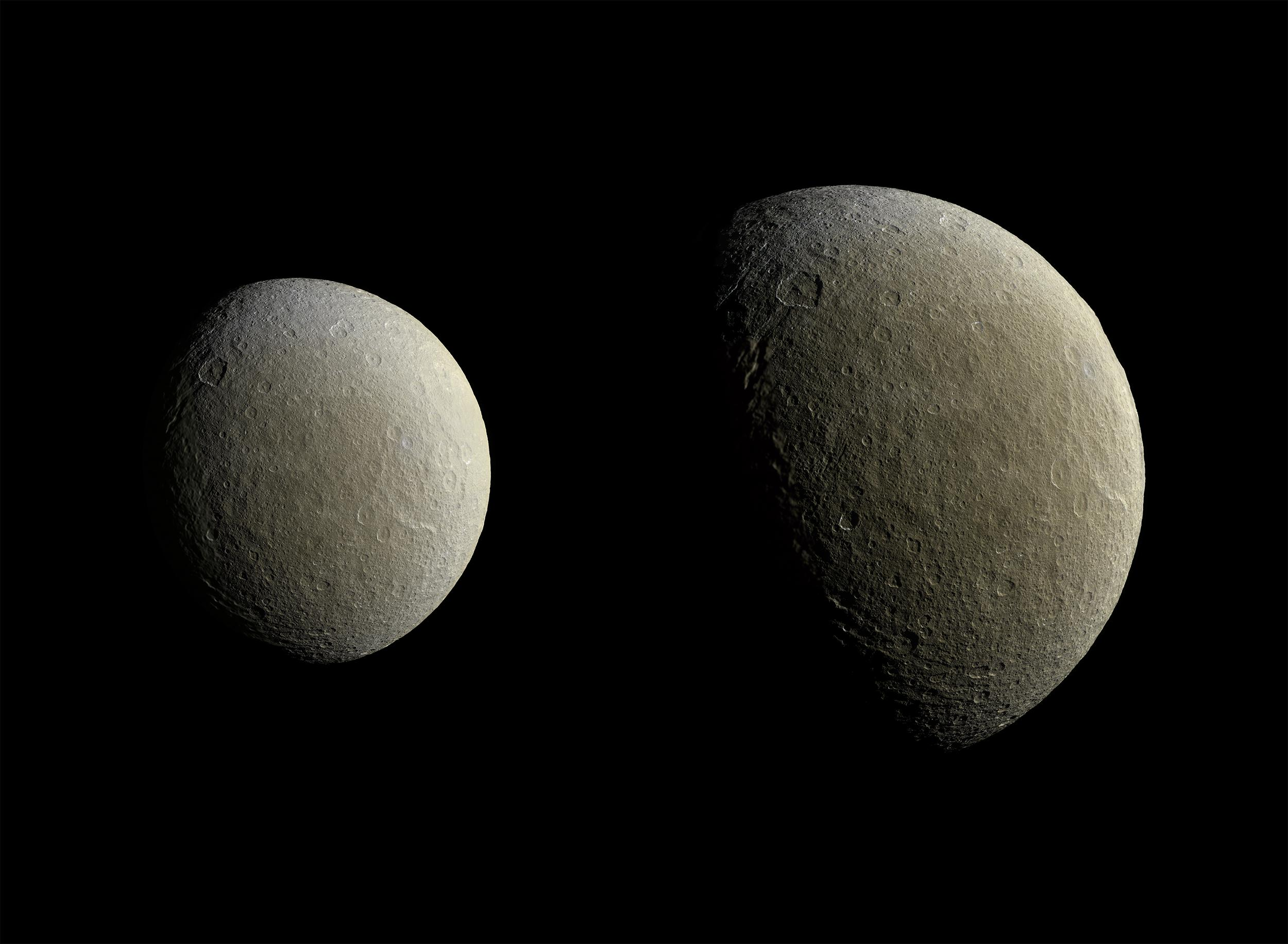
Vederi în culoare îmbunătățită ale lui Rhea făcute de Cassini pe 9 februarie 2015
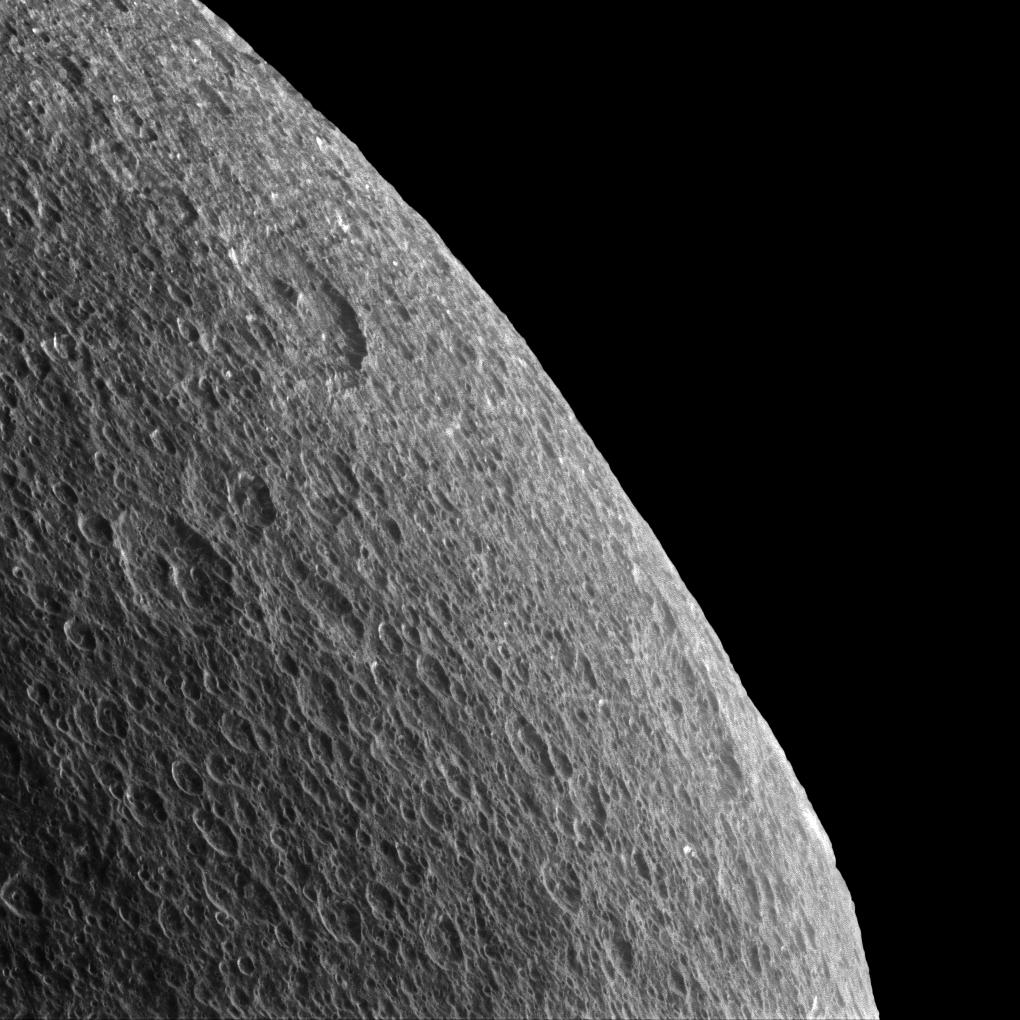
Orizontul lui Rhea văzut pe 10 februarie 2015.